# 2021年5月臺灣
| << | 2021年5月 （民國110年） | >> |    |    |    |    |
| \| 日 \| 一 \| 二 \| 三 \| 四 \| 五 \| 六 \| \| \| \| \| \| \| \| 1 \| \| 2 \| 3 \| 4 \| 5 \| 6 \| 7 \| 8 \| \| 9 \| 10 \| 11 \| 12 \| 13 \| 14 \| 15 \| \| 16 \| 17 \| 18 \| 19 \| 20 \| 21 \| 22 \| \| 23 \| 24 \| 25 \| 26 \| 27 \| 28 \| 29 \| \| 30 \| 31 \| \| \| \| \| \| |                         |    |    |    |    |    |
| 臺灣新聞動態／維基新聞 |                         |    |    |    |    |    |
| 世界／中国大陆／臺灣 |                         |    |    |    |    |    |
| 日 | 一                      | 二 | 三 | 四 | 五 | 六 |
| |                         |    |    |    |    | 1  |
| 2 | 3                       | 4  | 5  | 6  | 7  | 8  |
| 9 | 10                      | 11 | 12 | 13 | 14 | 15 |
| 16 | 17                      | 18 | 19 | 20 | 21 | 22 |
| 23 | 24                      | 25 | 26 | 27 | 28 | 29 |
| 30 | 31                      |    |    |    |    |    |

## 5月4日
- 英国《金融时报》主办的讨论会上，美国国家安全委员会印太政策协调员库尔特·坎贝尔面对美国相关人物要求美国政府对协防台湾（中华民国）明确表态的呼吁，指有“重大不利面”。若中华人民共和国武统台湾，美国协防台湾，那么中华人民共和国和美国之间“因台湾而爆发的任何冲突都不太可能被局限在一个小的地理区域内”，“我认为它会迅速扩大，并将以我认为没有人能预料的方式从根本上摧毁全球经济”[1]。

## 5月10日
- 中華民國總統蔡英文在第4屆哥本哈根民主高峰會視訊會議發表演說，她指出，威權國家正利用COVID-19疫情，企圖改變全球秩序；但台灣防疫取得成功，卻從未忽略民主自由[2]。

## 5月11日
- 因應宜蘭縣及新北市單日出現6例感染源不明之嚴重特殊傳染性肺炎本土確診病例，中央流行疫情指揮中心宣布疫情升級進入社區感染階段。[3]

## 5月13日
- 興達發電廠於14時37分因故停電，全台多處受影響，停電原因待查[4]。

## 5月17日
- 興達發電廠於12時54分，一號機因鍋爐燃燒器控制系統故障而跳機[5]，造成55萬瓩的損失[6]。雖然同日14時25分時完成測試與故障排除並於14時29分點火重新升載併聯發電[7]，但入夜後發電量還是不足，一度由水力發電支援，但水情嚴峻無法長時間支援，在當日晚間8時水力發電抽蓄機組用水耗盡[8]，造成許多地區發生無預警跳電。

## 5月20日
- 蔡英文政府執政五周年，但中華民國總統府無任何談話或說明[9]。

## 5月23日
- 金門縣政府發佈110年5月23日公告 搭乘民用航空器抵達金門航空站之旅客應配合實聯制、接受新冠肺炎快速篩檢，並自110年5月24日生效。

## 5月24日
- 衛福部公告 （页面存档备份，存于）因金門縣110年5月23日公告違反傳染病防治法第37條第3項等相關法律規定。該府未正式告知並提出書面申請即逕行公告於先，又經指揮官於當晚親自致電溝通仍不依法完備程序於後，故依法撤銷違法處分之公告，以維法制[10]。金門縣回應《衛服部撤銷快篩站公告事件始末說明》説明指出：

一、 中央已讀不回：金門縣政府5月17日已發函致中央疫情指揮中心請求在各國內機場設置快篩站，並表達如無法執行，建請同意在尚義機場設置快篩站，該文至今未獲中央任何回應。甚至5月21日再度函文， 依舊已讀不回。
二、 中央錯誤的誤導：針對媒體報導，指揮中心表示縣府並未正式告知並提出書面申請即逕行公告，這是錯誤的誤導 。事實上縣府早兩度發函，但均未獲回覆。鄉親也擔憂疫情擴散至金門，為了防堵疫情並讓鄉親安心，故於昨天傍晚公告，對入境金門的旅客要求接受新冠肺炎快篩的檢驗。
三、調整為非強制性勸導入境旅客進行快篩：針對中央撤銷公告表示遺憾之餘，但快篩是為了金門好，相關政策將會調整為「非強制性勸導入境旅客進行快篩」，並請衛生局依程序報請中央同意。
四、 請中央支持金門防疫作為及核准進口疫苗：縣府決不會放棄以高強度、高密度的政策作為，積極保護金門免受疫情入侵與威脅；也會持續與中央溝通，再次備文，直至中央同意為止；更會在最快時間內，委託合法廠商，提出進口疫苗的要求，屆時，請中央依程序儘速審核通過，勿再以任何理由阻擋。

## 5月31日
- 衛福部公告，交通部所屬5航空站設立篩檢站，有症狀旅客不予搭機，過去14天內有症狀之旅客須現場快篩陰性始得搭機[11]。